# Capitalia
Capitalia S.p.A. è stato il quarto gruppo bancario italiano, con sede a Roma ed una rete di 1.800 sportelli, 32.000 dipendenti, 3.000 promotori finanziari, 5 milioni di clienti, una raccolta totale di circa 140 miliardi di euro, un attivo totale di 165 miliardi, una raccolta diretta di 85 miliardi e impieghi per circa 90 miliardi di euro, 37,5 miliardi di patrimoni gestiti.
A fine 2005, registra 5,17 miliardi di ricavi e poco più di un 1 miliardo di utile.
La struttura del gruppo prevedeva al vertice la holding Capitalia S.p.A. che, oltre alla funzione di direzione e coordinamento, deteneva le partecipazioni di controllo, fra le altre, delle banche commerciali che operavano sul territorio nazionale, ovvero Banca di Roma al Centro Italia, Banco di Sicilia al Sud Italia, Bipop Carire al Nord Italia, Fineco, la banca online dell'istituto e Mediocredito centrale per il corporate banking.
Nel 2007 è stata realizzata la fusione con UniCredit, che ha dato vita al principale gruppo bancario italiano.

## Storia
Capitalia nacque ufficialmente il 1º luglio 2002 con la fusione del gruppo Banca di Roma con il gruppo Bipop Carire.
Dal 1º gennaio 2006 FinecoGroup venne incorporato nella capogruppo Capitalia S.p.A. apportandovi tutte le sue attività fra cui spiccano sia il risparmio gestito svolto da Capitalia A.M. SGR e dalla società di diritto lussemburghese Capitalia I.M. SA, sia la bancassicurazione svolta dalla società Cnp Capitalia Vita controllata congiuntamente con il colosso finanziario francese Cnp.
Ad aprile 2006, dopo insistenti voci che davano per imminente un'acquisizione ostile da parte di Banca Intesa, l'amministratore delegato Matteo Arpe aveva comunicato al mercato l'acquisto di una quota pari al 2% della stessa banca milanese, onde costringere, secondo le norme del diritto societario, l'istituto rivale ad un'onerosa offerta pubblica di acquisto in contanti anziché uno scambio sulla base di azioni. L'interesse di Banca Intesa sull'istituto capitolino è poi caduto definitivamente dopo l'annuncio del progetto di fusione con Sanpaolo IMI dato dal gruppo meneghino il 24 agosto 2006.
La sede legale del gruppo Capitalia era a Roma in Via Minghetti 17, la sede operativa in Via Molfetta 101. Ultimo Presidente è stato Cesare Geronzi, Vice Presidenti Paolo Cuccia e Paolo Savona.
Il 20 maggio 2007 i Consigli di Amministrazione di UniCredit e Capitalia, riunitisi a Milano e Roma rispettivamente, hanno approvato il progetto di fusione per incorporazione di Capitalia S.p.A. in UniCredito Italiano S.p.A. sulla base di un rapporto di concambio di 1,12 nuove azioni ordinarie di UniCredit per ogni azione ordinaria di Capitalia. Inoltre, i Consigli di Amministrazione di UniCredit e Capitalia hanno convocato le rispettive assemblee degli azionisti, in seduta straordinaria, per l'approvazione della fusione e delle relative modifiche statutarie.
La fusione si è realizzata il 1º ottobre 2007. Il nuovo istituto bancario si chiama UniCredit Group, secondo gruppo d'Italia e settimo dell'Eurozona per capitalizzazione (100 miliardi di euro) e 9.200 sportelli nel mondo, di cui 5.000 in Italia.

## Attività
Fino alla fusione con Unicredit, Capitalia operava tramite le tre banche commerciali tradizionali ed il Mediocredito Centrale, specializzato nel credito industriale, la finanza di progetto, il leasing ed il factoring. Finecobank operava come banca "on-line" del gruppo.

## Azionariato
Prima della fusione con Unicredit l'azionariato era così composto:
- Abn Amro Holding NV - 7.679%, di cui:
  - tramite Abn Amro Bank Luxembourg SA - 4.529%
  - tramite Abn Amro Bank NV - 2.063%
  - tramite Algemene Bank Nederland BV - 1.087%
- Fondazione Cassa di Risparmio di Roma - 7.186%
- Libyan Arab Foreign Bank - 5.000%
- Fondazione Cassa di Risparmio di Reggio Emilia Pietro Manodori - 3.884%
- Regione Siciliana - 3.357%
- Fondazione Banco di Sicilia Istituto di Diritto Pubblico - 3.227%
- Premafin Finanziaria S.p.A. - 3.110, di cui:
  - tramite Fondiaria Sai S.p.A. - 2.319%
  - tramite Milano Assicurazioni S.p.A. - 0.791%
- Assicurazioni Generali S.p.A. - 2.350%, di cui:
  - tramite Assicurazioni Generali S.p.A - 0.630
  - tramite Nuova Tirrena S.p.A - 0.626%
  - tramite Ina Assitalia S.p.A. - 0.596%
  - tramite Augusta Assicurazioni S.p.A. - 0.273%
  - tramite Toro Targa Assicurazioni S.p.A. - 0.114%
  - tramite La Venezia Assicurazioni S.p.A. - 0.108%
  - tramite Intesa Vita S.p.A. - 0.002%
  - tramite Bsi SA - 0.001%
- Fondazione Cassa di Risparmio di Verona, Vicenza, Belluno e Ancona - 2.208%
- Spa di Antonio Angelucci S.a.p.a S.c.a. - 2.111% tramite Tosinvest SA
- Jp Morgan Chase & Co Corporation - 2.001% tramite Jp Morgan Securities Limited

Fonte: Azionariato Capitalia dal sito della Consob